# Socket 7
Socket 7 je danas zastarjeli utor na matičnoj ploči u koji se postavljaju procesori.
Kada je Intel počeo oblikovati prve Pentium procesore postalo je jasno da socket 3 utor koji su koristili x486 procesori neće više odgovarati. U skladu s tim oblikovan je Socket 7 utor za matične ploče koji će se naći na tržištu 1994. godine.
Oblik socket 7 utor je zahtijevao procesore s 321 iglicom za kontakt što je bilo puno više od 237 iglica za kontakt koje su imali x486 procesori. Brzina sabirnice socketa 7 je bila između 66 i 83 Mhz, s tim da je ona bila povećavana sve do 133 Mhz u verziji super socket 7.
Ovaj socket je bio posljednji univerzalni socket za procesore PC kompjutera. U njega su se mogli umetati procesori Intela (Pentiumi 75 - 233 Mhz), AMD-a ( K5, K6, K6-II i K6-III), Cyrixa (6x86 i MII) i Winchipa (C6 i Winchip II)
Kako bi "ubio" konkurenciju Intel 1997. godine izdaje procesore Pentium II koji rade samo u slot 1 utoru na matičnoj ploči koji je u stvarnosti bio veoma sličan "zastarjelom" socketu (Slot 1 242 iglice, Socket 7 237 iglica). Dodatak tom pokušaju zatiranja Socketa 7 postaje odluka Intela da će se AGP grafičke kartice moći postavljati samo u Slot 1 matične ploče. Ovaj pokušaj zatiranja Socketa 7 tada propada pošto su mu u pomoć dotrčali kompanije Via, SiS i drugi koji su počeli proizvoditi čipsete s AGP podrškom za ovaj utor.
Na kraju Socket 7 utor je nadživio Slot 1 pošto je za njega još 2000. godine AMD izbacio potpuno nove procesore (K6-II+ i K6-III+) dok je Intel prestao praviti Pentiume II još 1999. godine.